# Верх-Великосельское
Верх-Великосельское — село в Яйском районе Кемеровской области России. Входит в состав Бекетского сельского поселения.

## География
Село находится в северной части области, на правом берегу реки Яя, вблизи места впадения в неё реки Колыон, на расстоянии примерно 20 километров (по прямой) к северо-северо-западу (NNW) от районного центра посёлка городского типа Яя. Абсолютная высота — 129 метров над уровнем моря.
Часовой пояс
Село Верх-Великосельское, как и вся Кемеровская область, находится в часовой зоне МСК+4. Смещение применяемого времени относительно UTC составляет +7:00.

## История
Село было основано в 1626 году. В «Списке населенных мест Российской империи» 1868 года издания населённый пункт упомянут как казённая деревня Верхне-Великосельская (Кислова) Мариинского округа (1-го участка) при реке Яе, расположенная в 121 версте от окружного центра Мариинска. В деревне имелось 30 дворов и проживало 233 человека (117 мужчин и 106 женщин).
В 1911 году в деревне Верхне-Великосельская, относившейся к Колыонской волости Мариинского уезда, имелось 79 дворов и проживало 496 человек (262 мужчины и 234 женщины). Функционировали хлебозапасный магазин и училище Министерства народного просвещения.
По данным 1926 года имелось 127 хозяйств и проживало 690 человек (в основном — русские). Функционировала школа I ступени. В административном отношении село являлось центром и единственным населённым пунктом Верхне-Великосельского сельсовета Ишимского района Томского округа Сибирского края.

## Население
| 2010 |
| ---- |
| 80   |

Гендерный состав
По данным Всероссийской переписи населения 2010 года в гендерной структуре населения мужчины составляли 51,3 %, женщины — соответственно 48,7 %.
Национальный состав
Согласно результатам переписи 2002 года, в национальной структуре населения русские составляли 98 % из 106 чел.

## Инфраструктура
В селе функционируют фельдшерско-акушерский пункт и сельский клуб.

## Улицы
Уличная сеть села состоит из одной улицы (ул. Советская).